# شهرستان داورزن
شهرستان داورزن یکی از شهرستان‌های غربی استان خراسان رضوی است. مرکز این شهرستان، شهر داورزن می‌باشد که در ۳۱۰ کیلومتری غرب مشهد واقع شده است. شهرستان داورزن در غربی‌ترین نقطهٔ استان خراسان رضوی واقع و در نزدیکی مرز استان سمنان می‌باشد از این شهرستان با نام میقات‌الرضا نیز یاد می‌شود. مزینان واقع در شهرستان داورزن، زادگاه دکتر علی شریعتی، روشنفکر متعهد معاصر ایران است. این شهرستان در سال ۱۳۹۱ از شهرستان سبزوار جدا و مستقل شده است.

## موقعیت جغرافیایی
شهرستان داورزن بین´۴۳:°۵۶ تا ´۳۶:°۵۷ (´ - دقیقه / ° - درجه) طول جغرافیایی و بین ´۳: °۳۶ تا ´۳۲ تا:°۳۶ عرض جغرافیایی قرار دارد و از سمت شرق به بخش مرکزی شهرستان سبزوار، از غرب به شهرستان میامی، از شمال به شهرستان جوین و شهرستان جغتای و از جنوب به بخش روداب شهرستان سبزوار محدود می‌شود. مرتفع‌ترین نقطه شهرستان داورزن قله کوه گر با ارتفاع ۲۹۴۸ متر و پست‌ترین نقطه آن دشت مهرگان و کویر مزینان با ارتفاع ۷۹۸ متر از سطح دریا می‌باشند. این شهرستان ۲۸۷۳ کیلومتر مربع مساحت دارد. بزرگراه راهبردی تهران- مشهد از این شهرستان عبور می‌کند.

## تقسیمات کشوری
در اولین تقسیمات سیاسی-اداری در سال ۱۳۱۶، بخش داورزن، به عنوان بخش غربی شهرستان سبزوار معرفی گردید. بخش داورزن بر اساس مصوبهٔ هیئت وزیران در تاریخ ۲۶ اردیبهشت ۱۳۹۱ از شهرستان سبزوار جدا شد و شهرستان داورزن به مرکزیت شهر داورزن تأسیس شد. در حال حاضر، این شهرستان دارای دو بخش، چهار دهستان و دو شهر است:
- بخش مرکزی شهرستان داورزن
  - دهستان کاه
  - دهستان مزینان

شهرها: داورزن، ریوند
- بخش باشتین
  - دهستان باشتین
  - دهستان مهر

## اماکن تاریخی، آثار باستانی و جهانگردی

### جاذبه‌های طبیعی

#### قله زر
قله زر (گر) در شمال روستای آبرود واقع شده است. قله زر در ادامه البرز شرقی و در  رشته کوه جغتای قرار داد. این قله از جنوب به روستاهای آبرود، مور و بیزه از شمال به قله دوک از غرب به روستای علی‌آباد و از شرق به قله سریال مشرف است. قله زر با ارتفاع ۲۹۴۵ متر بلندترین نقطه طبیعی در غرب خراسان رضوی محسوب می‌شود. همین مسئله سبب شده است که این قله هر هفته شاهد حضور هیئت‌های کوهنوردی و طبیعت گردی از سرتاسر ایران به ویژه خراسان باشد. در کوهپایه‌های قله زر چشمه‌های متعدد و نیز رودخانه و آبشار آبرود قرار دارد.

#### آبشارهای بفره
آبشارهای زیبای بفره در شمال غرب روستای ساروق واقع شده است. تعداد این آبشارها بین۳۰ تا ۳۳ مورد در نوسان بوده که بسته به میزان بارندگی و تر سالی‌ها تعداد تشکیل آنها نیز متغیر می‌باشد. بر طبق گزارش‌های موجود کم ارتفاع‌ترین آبشار ۴ متر و بلندترین آن ۹۶ متر ارتفاع دارد. آبشار اخیر بلندترین آبشار شرق ایران است. عبور از همه آبشارهای منطقه بدون تجهیزات کامل صخره‌نوردی و کوه‌نوردی امکان‌پذیر نمی‌باشد و تنها در صورت داشتن مهارت کافی در سنگ نوردی می‌توان از بالادست این آبشارها عبور کرد.

#### کویر مزینان
کویر مزینان در کنار روستایی با همین نام واقع گردیده و از قابلیت‌های گردشگری برخوردار است

## فرهنگ و مذهب
زبان اکثر مردم شهرستان داورزن، فارسی خراسانی با گویش سبزواری است.با وجود این اقلیتی از مردم این شهرستان به زبان کردی کرمانجی صحبت می‌کنند. کرد زبانان این شهرستان در روستاهای زردکوهی و کیف سکونت دارند. مردم این شهرستان شیعه مذهب هستند.

## جمعیت
بر طبق سرشماری عمومی نفوس و مسکن (۱۳۹۵) جمعیت شهرستان ۲۱٬۹۱۱ نفر (در ۷٬۶۷۸ خانوار) بوده است. از این تعداد ۱۱٬۰۷۲ نفر مرد و ۱۰٬۸۳۹ نفر زن بوده‌اند.